# Chęciny

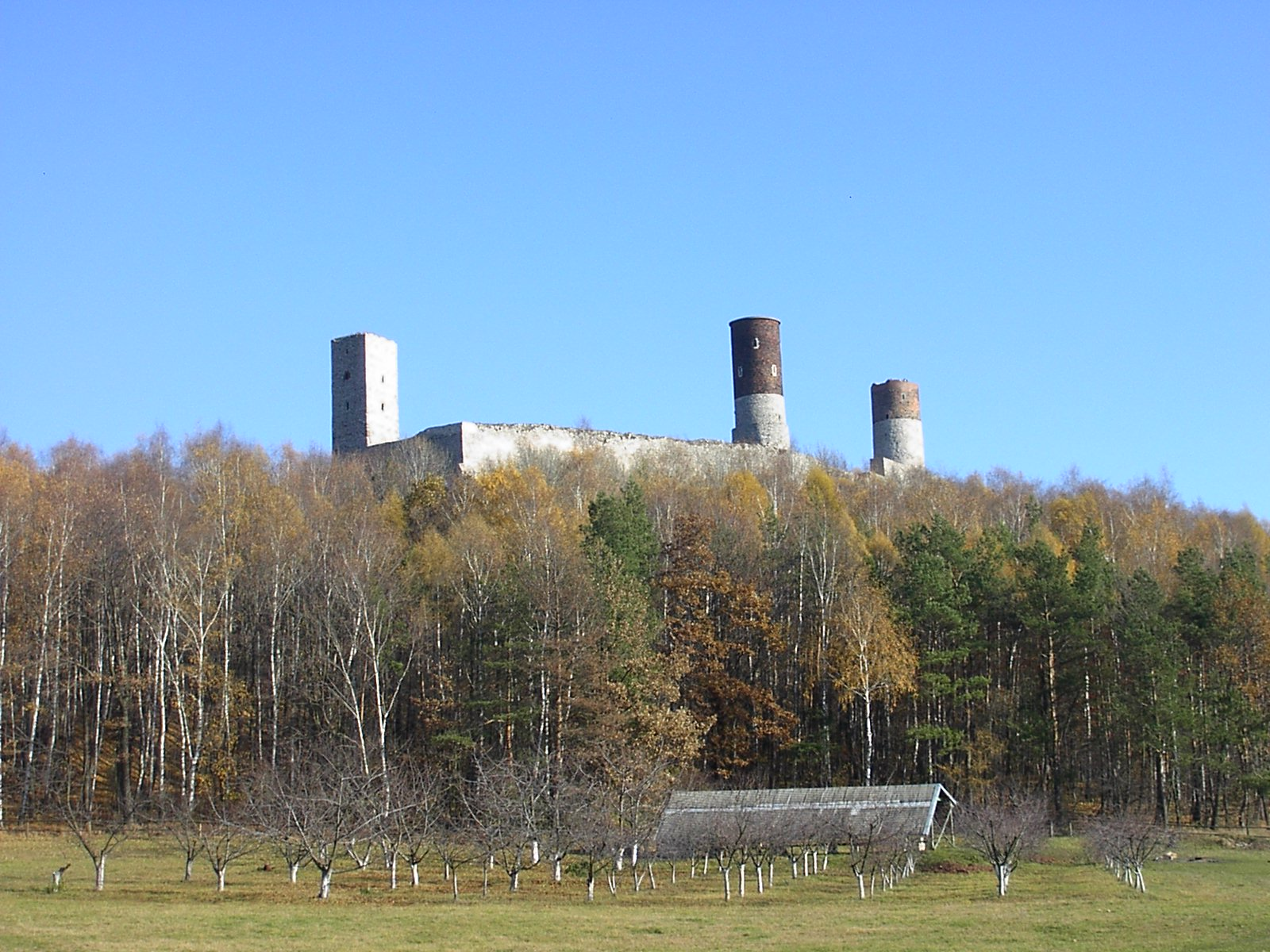
Chęciny

Chęciny este un oraș în Polonia.